# Besigheim
Besigheim es una ciudad alemana perteneciente al distrito de Luisburgo de Baden-Wurtemberg.

## Localización
Se ubica a orillas del río Neckar junto a la carretera B27, a medio camino entre Luisburgo y Heilbronn.

## Historia
Se conoce su existencia desde 1153, en una escritura de donación de Federico I Barbarroja a Germán III de Baden. Alrededor de 1200 adquirió el estatus de ciudad y se construyeron en su muralla las torres. En los siglos XV-XVI fue una ciudad muy disputada hasta que en 1529 se incorporó de forma estable a Baden. En 1595 pasó a Wurtemberg mediante una compra.

## Demografía
A 31 de diciembre de 2015 tiene 12 018 habitantes.